# Ștefan Bănulescu
Ștefan Bănulescu (n. 8 septembrie 1926, comuna Făcăeni, județul Ialomița – d. 25 mai 1998, București) a fost un scriitor român.
Ștefan Bănulescu a fost al optulea fiu dintre cei unsprezece ai plugarilor Ion și Elena Bănulescu. O evocare a copilăriei se găsește în ciclul memorialistic Elegii la sfarșit de secol (în prozele Locuri misterioase, Șlepul, Troienele, Moara lui Fuierea, Tabăra, din capitolul Călărețul de argint).
Biblioteca județeană din Slobozia și un colegiu național din Călărași sunt numite în cinstea lui.
Volumul său de nuvele Iarna bărbaților (1965)  marchează în literatura română trecerea de la realismul socialist al anilor 1950 spre noul tradiționalism. Ștefan Bănulescu păstrează și folosește vechea tematică de evocare a celui de-al doilea război mondial, punerea în lumină a figurii comunistului, colectivizarea, însă adaugă în plus o atracție pentru universul arhaic și tradițional, pentru obiceiurile de demult care au substrat magic precreștin.

## Cronologie
- 1938 - 1945: Urmează și absolvă Liceul teoretic Știrbey-Vodă din Călărași, secția limba latină.
- 1948 - 1952: Urmează și absolvă Facultatea de Filologie din București, având ca profesori pe George Călinescu, Tudor Vianu, Alexandru Rosetti, Iorgu Iordan, Alexandru Graur.
- 1949 - 1962: Intensă activitate publicistică: debutează în anul 1949, în revista Viața românească, cu un eseu despre nuvelistica lui Gogol. Colaborează la revistele Contemporanul, Gazeta literară, Tribuna, Steaua, cu o serie de eseuri, dominante fiind cele cu caracter literar-cultural (în unele dintre ele inserează câteva dintre Cântecele de câmpie); semnează eseuri despre locurile de origine ale scriitorilor clasici Mihai Eminescu, Ion Luca Caragiale, Ion Creangă, Liviu Rebreanu; dintre acestea unele sunt incluse în volumul Scrisori din Provincia de Sud-Est (1976): Realitatea în căutarea ficțiunii (Rebreanu) și Haimanalele - Ploiești-Mizil-București (Caragiale).
- 1954 - 1959: Redactor la revista Gazeta literară sub direcția prozatorului Zaharia Stancu.
- 1963 - 1964: Începe publicarea nuvelelor sale în periodice (Gazeta literară și Luceafărul); apar, în ordinea tipăririi, Mistreții erau blînzi, Dropia, Gaudeamus, Masa cu oglinzi, Satul de lut, Vară și viscol.
- 1965: Debut editorial cu o carte de literatură, la vârsta de 39 de ani: apare la Editura pentru Literatură volumul de nuvele Iarna Bărbaților (Premiul pentru proză al Uniunii Scriitorilor). Volumul a apărut integral (sau parțial în antologii) în limbile germană, franceză, engleză, spaniolă, rusă, sârbă, polonă, cehă, maghiară.
- 1966: Bursier la Universitatea din Urbino.
- 1967: Apare, la Editura pentru Literatură, ediția a II-a a volumului Iarna bărbaților.
- 1968: Apare, la Editura pentru Literatură, volumul de poeme Cântece de câmpie - tipărite anterior în periodice între anii 1956 - 1964.
- 1968 - 1971: Redactor-șef la revista literară Luceafărul.
- 1971 - 1972: Bursier la Universitatea din Iowa City, International Writing Program.
- 1973 - 1975: Publică în revistele România literară și „Familia” seria de eseuri „Scrisori din Provincia de Sud-Est”.
- 1976: Apare, la Editura Albatros, volumul de eseuri Scrisori provinciale, titlul volumului este impus de cenzură. Cartea va fi reeditată cu titlul Scrisori din Provincia de Sud-Est sau O bătălie cu povestiri (Premiul Uniunii Scriitorilor).
- 1977: Apare, la Editura Eminescu, romanul Cartea de la Metopolis, întâiul volum din ciclul Cartea Milionarului, proiectată în patru părți (Premiul pentru roman al Uniunii Scriitorilor).
- 1979: La Editura Eminescu se tipărește ediția a IV-a, definitivă, a volumului de nuvele Iarna bărbaților, cu un Cuvânt înainte al autorului și o Addenda cuprinzând poemele Cântece de câmpie (pentru a sublinia universul unitar al cântecelor cu cel din nuvele).
- 1980: În revista germană „Literatur im Technischen Zeitalter”, din Berlinul de Vest, sunt publicate capitole ample din romanul Cartea de la Metopolis.
- 1983: Bursă de studii prin concurs la Akademie der Kunste (Berlinul de Vest), în cadrul programului D.A.A.D. (Deutscher Akademischer Austauschdienst).
- 1984: În Literariches Colloquium-Editionen apare în limba germană volumul de proză „Verspätetes Echo”.
- 1988 - 1989: Începe publicarea, în revista Viața românească, a primelor fragmente din romanul Cartea Dicomesiei (volumul al II-lea din ciclul Cartea Milionarului), precum și din ciclul memorialistic Elegii la sfârșit de secol (pagini din capitolele Călărețul de Argint și Povestiri din Muzeul Scrisorilor).
- 1991: Editura Minerva tipărește nuvelele autorului în colecția "Biblioteca pentru toți".
- 1994: Apare, la Editura Nemira, volumul Scrisori din Provincia de Sud-Est sau O bătălie cu povestiri - incluzând piese noi față de prima ediție din 1976.
- 1995: Suhrkamp Verlag, din Frankfurt am Main, tipărește volumul de nuvele și povestiri ale autorului, sub titlul Ein Schneesturm aus anderer Zeit. Traducerea în limba germană de Veronika Riedel. Postfață de Ernesth Wichner.
- 1996: Apare, în limba franceză, la Editura Jacqueline Chambon-Nîmes, corpus-ul de nuvele din volumul Iarna Bărbaților (având în final povestirea Un viscol de altă dată), sub titlul "Quand les sanglieres soaient doux" - traducere și prefață de Georgeta Horodinca.
- 1996: Editura Albatros, în colaborare cu Editura Universal-Dalsi, tipărește romanul Cartea de la Metopolis (ediția a III-a, definitivă), cu un scurt Cuvânt al autorului și cu tabel cronologic cuprinzând date selective bio-bibliografice.
- 1997: Editura ALLFA tipărește sub titlul "Un regat imaginar" întâia ediție de Nuvele și Povestiri care înglobează aproape toate piesele de acest gen ale autorului, apărute până acum în diferite volume sau numai publicate în reviste literare. Volumul cuprinde ciclurile: 1. Iarna Bărbaților; 2. Banchetul de la Castelul Alb; 3. Un alt Colonel Chabert -iar în Addenda, poemele Cântece de Câmpie, "documentele lirice" ale teritoriului imaginar pe care se desfășoară și circulă personajele nuvelelor.
- 1997: Autorului i se decernează Premiul național pentru literatură
- Moare la 25 mai 1998.

## Distincții
- Ordinul „Meritul Cultural” clasa a IV-a (26 septembrie 1966) „pentru merite deosebite în activitatea literară, artistică și de răspîndire a culturii naționale, cu prilejul Centenarului Academiei Republicii Socialiste România”[8]

## Selecție din operele publicate
- Drum în câmpie, 1960, reportaje
- Cântece de câmpie, București, 1968
- Scrisori provinciale, București, 1976
- Iarna bărbaților, 1965, ediție definitivă, 1979
- Scrisori din provincia de Sud-Est sau O bătălie cu povestiri, București, 1994
- Cartea Milionarului. Cartea de la Metopolis, Vol. I, 1977
- Un regat imaginar, București, 1997
- Elegii la sfârșit de secol, București, 1998